# 循環ミサ曲
循環ミサ曲（じゅんかん－きょく）とは、ミサ曲において一つの定旋律（Cantus firmus)でミサの各章を統一する形態である。定旋律ミサ曲とも呼ばれる。
定旋律を使用してミサ曲全体を統一しよう、という傾向はイギリスで盛んであった。リオネル・パワーの作曲による「Missa Alma Redemptoris」は知られている最古の循環ミサであり、グレゴリオ聖歌の旋律がそのままテノールのパートで流される。同様な試みはブルゴーニュ楽派の先駆けであるチコーニアなども行ったが、特に、ルネサンス音楽の先駆者であるデュファイのミサ曲が重要である。循環ミサ曲は、フランドル楽派であるジョスカン・デ・プレなどにより完全な形にまで発展した。ジョスカンは、これまでのイソリズムの様式で、特定の声部に定旋律を置いてそれに対旋律を付けるという方法から、通模倣様式という様式を確立した。通模倣様式では、定旋律を全声部で模倣する。
循環ミサ曲の出現が音楽史上において重要なのは、ミサ曲という複数の楽章を持つ一つの音楽作品において、定旋律で全体を統一したことである。つまり、このような形態は、バロック音楽や古典派以降のソナタ形式や交響曲、更にはワーグナーの楽劇（ライトモティーフ）などにも見られ、西洋音楽に普遍的なものとなった。